# Letchworth-Enigma

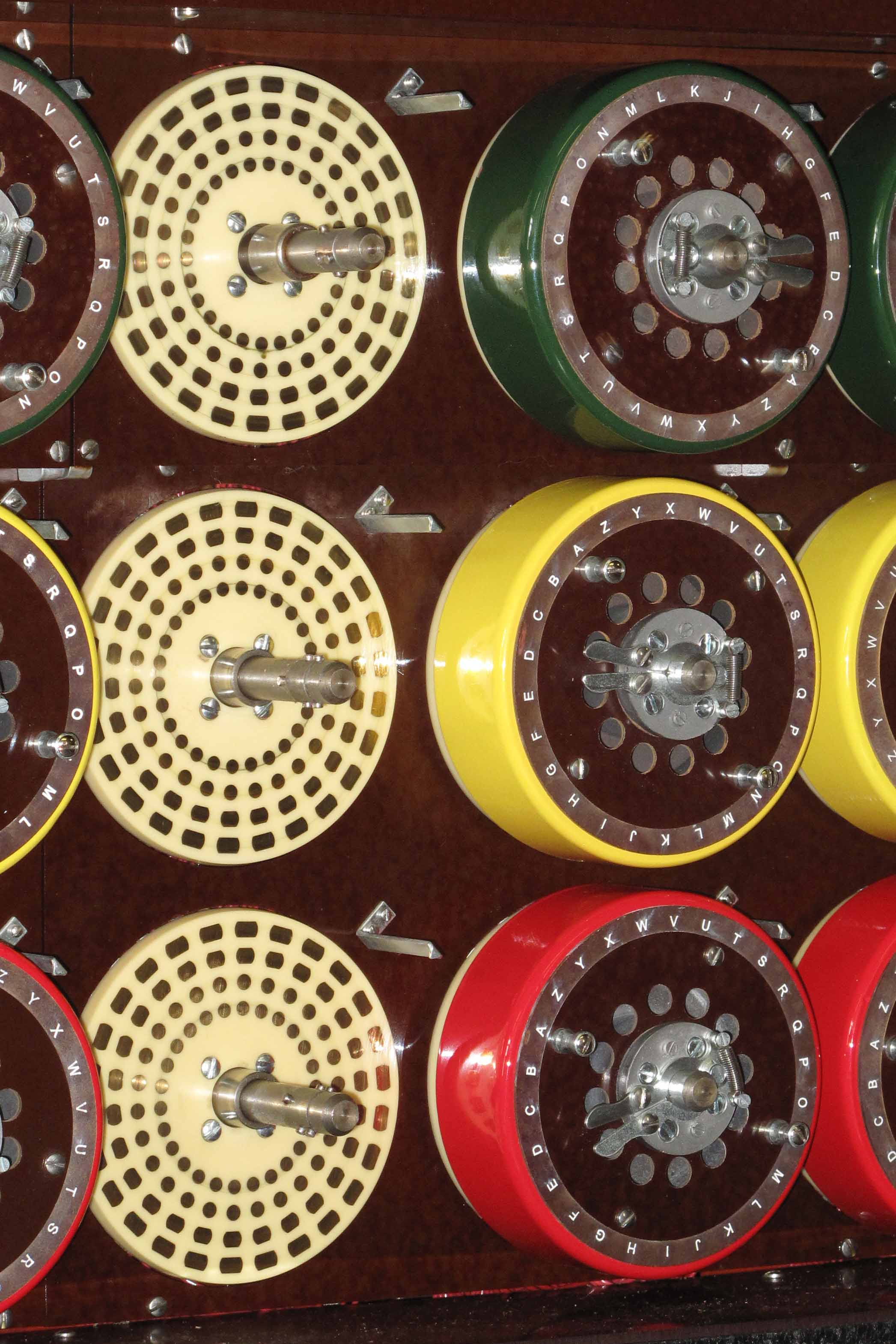
Die innerhalb der Turing-Bombe verwendeten „Trommeln“
sind entsprechend dem Prinzip der Letchworth-Enigma verschaltet. Charakteristisch sind die im Bild auf den weißen Kontaktplatten zu sehenden jeweils vier konzentrischen Kontaktringe mit jeweils 26 Kontakten. Die Farben der Trommeln (bei den drei Kontaktplatten hier wurden drei zur Illustration entfernt) signalisieren die Nummer der entsprechenden Enigma-Walze (Walze I = rot, Walze II = kastanienbraun, Walze III = grün, Walze IV = gelb, Walze V = hellbraun, Walze VI = blau, Walze VII = schwarz, Walze VIII = silber).

Letchworth-Enigma (im englischen Original: Letchworth Enigma) war eine vom britischen Kryptoanalytiker Alan Turing (1912–1954) zunächst als Gedankenexperiment ersonnene Modellvorstellung des Walzensatzes der von der deutschen Wehrmacht zur Verschlüsselung ihres Nachrichtenverkehrs im Zweiten Weltkrieg eingesetzten Schlüsselmaschine Enigma. Seine Idee wurde anschließend praktisch umgesetzt und diente innerhalb der nach ihm benannten Turing-Bombe den Codebreakers von Bletchley Park (B.P.) zum erfolgreichen Bruch der deutschen Maschine und zur Entzifferung der verschlüsselten Funksprüche.

## Namensursprung
Der Name wurde abgeleitet von der englischen Stadt Letchworth (eigentlich Letchworth Garden City), die etwa 50 km nördlich von London sowie 35 km östlich von Bletchley liegt, und in der die British Tabulating Machine Company (BTM) ihren Sitz hatte. In diesem britischen  Unternehmen, ursprünglich gegründet zur Herstellung von Tabelliermaschinen, wurden die von B.P. benötigten elektromechanischen Maschinen gebaut.

## Prinzip

Skizze: Schaltschema der Enigma aus
Batterie (1),
Tastatur (2),
Steckerbrett (3, 7) mit
Steckkabel (8),
Walzensatz (5) mit
Eintrittswalze (4) und Umkehrwalze (6) sowie
dem Lampenfeld (9)

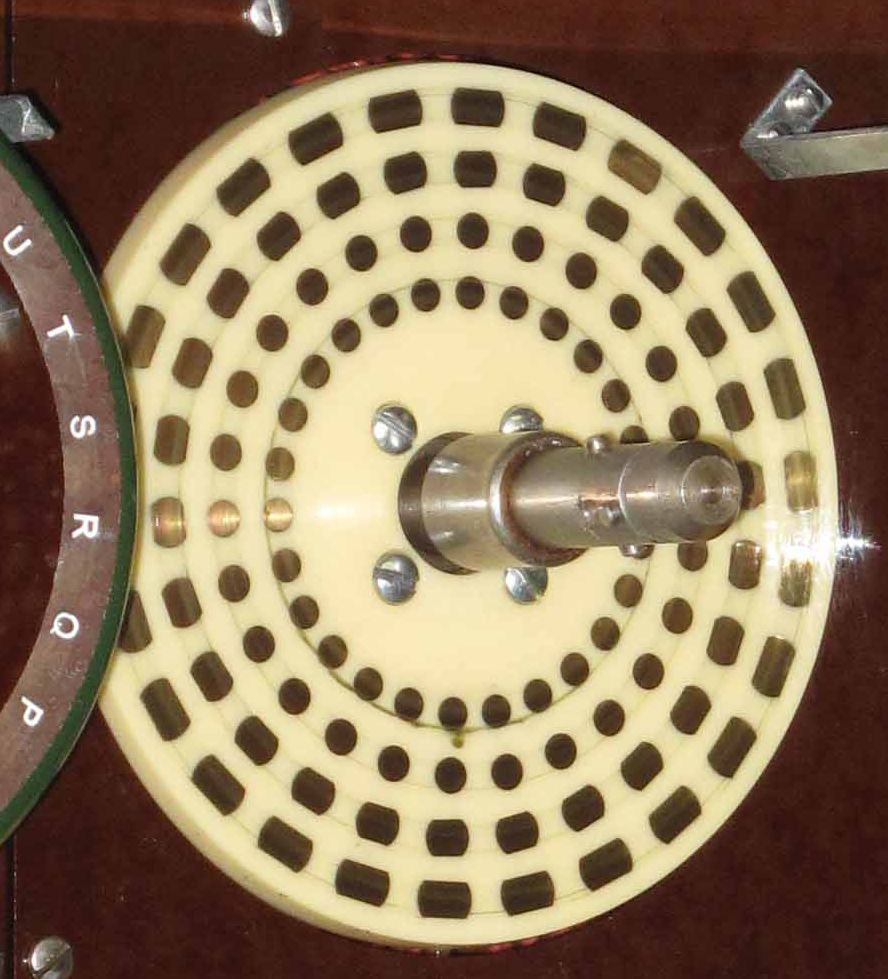
In dieser Ausschnittsvergrößerung sind die vier konzentrischen Kontaktkreise gut zu erkennen.

Beim deutschen Original durchläuft elektrischer Strom den Walzensatz (Skizze links) zweimal, nämlich zunächst von rechts nach links und danach von links nach rechts. Dabei wird er durch die Umkehrwalze (6) zurückgelenkt. Dies hat zur Folge, dass der Strom sowohl über die Eintrittswalze (4) hinein- als auch hinausfließt.
Sowohl für die theoretische Kryptanalyse als auch die praktische Realisierung des Codebrechens erweist sich das als nachteilig, insbesondere, wenn es darum geht, mehrere Enigmas hintereinander zu schalten. Hierzu ist es erforderlich, elektrische Ein- und Ausgänge voneinander zu trennen. Dies gelang Turing dadurch, dass er – zunächst gedanklich – die Umkehrwalze (UKW) in eine Durchgangswalze verwandelte. Dazu verdoppelte er deren Kontakte von 26 auf zweimal 26, nun – anders als beim Original – getrennt als 26 Eingangskontakte und 26 Ausgangskontakte. Dadurch erreichte er, dass die UKW den Strom nicht länger „reflektiert“, sondern nun „transmittiert“, also durchlässt. Dies erlaubte es ihm, außer den zunächst vorhandenen drei drehbaren Walzen (5), einen zweiten Walzensatz, ebenfalls aus drei drehbaren Walzen, „hinter“ (in der Skizze also links von) der UKW anzuordnen.
Auf diese Weise gelang es ihm, die beim Original identischen Eingangs- und Ausgangskontakte des Walzensatzes voneinander zu separieren, was für die Kryptanalyse ein erheblicher Vorteil ist. Nach Trennung von Eingangs- und Ausgangssignal kann man nun beliebig viele Letchworth-Enigmas kaskadieren, indem man das Ausgangssignal einer Maschine in den Eingang einer nächsten einspeist. Das Konzept der Letchworth-Enigma wurde in B.P. auch als Opened Out Enigma (deutsch „geöffnete Enigma“) bezeichnet.
Auch bei der praktischen Realisierung der in Stückzahlen von über 300 im Vereinigten Königreich und den Vereinigten Staaten aufgebauten Bombe wurde seine Idee so umgesetzt, wobei ein cleveres Detail darin bestand, den Hin- und Rückweg des Stromes durch die nun dazu (von drei auf sechs verdoppelten und) getrennten Walzen jeweils auf nur einer einzigen Trommel mithilfe von vier konzentrischen Kontaktkreisen zu realisieren. Daher benötigt die Letchworth-Enigma nicht sechs, sondern nur drei Trommeln. Das Bild zeigt einen relevanten Ausschnitt eines wirklichkeitsgetreuen Nachbaus in Bletchley Park (Bild rechts).